# Ligne 20 (Infrabel)
Pour les articles homonymes, voir Ligne 20.
La ligne 20 est une ancienne ligne de chemin de fer belgo-hollandaises qui reliait Hasselt à Maastricht, se prolongeant par une ligne vers Aix-la-Chapelle. Fermée aux voyageurs en 1954, elle est désaffectée dans les années 1990. Entre 2011 et 2016, la section de Maastricht à Lanaken a été à nouveau exploitée.

## Historique
La Compagnie du chemin de fer d'Aix-la-Chapelle à Maastricht met en service le 1856 un prolongement de sa ligne principale destiné à rallier la ville belge de Hasselt, laquelle est reliée au réseau ferré depuis 1847 et deviendra en 1863 un important nœud ferroviaire grâce à la construction par plusieurs compagnies privées de lignes en direction de Louvain, Anvers et Liège.
En difficultés financières, la Compagnie d'Aix-Maastricht accepte de fusionner avec ses voisins en 1867, lesquels se sont regroupés au sein du Grand Central Belge : un réseau centré sur la Belgique et les Pays-Bas comportant plusieurs lignes internationales vers la France et l'Allemagne.
Le Grand central est finalement nationalisé en 1897 ; son réseau étant désormais administré par les Chemins de fer de l'État belge (future Société nationale des chemins de fer belges) et les Staatsspoorwegen. Bien qu'elle fît intégralement partie de la ligne 20 lors de sa construction en 1856, la section entre la gare de Hasselt et la bifurcation de Beverst est désormais rattachée à la ligne 34, de Hasselt à Liège.
Durant les années 1930, la construction du Canal Albert impose une rectification du tracé entre Eigenbilzen et Lanaken. Sur cette nouvelle section, un pont Vierendeel enjambe le canal.
Le trafic des voyageurs est suspendu le 1954 par la SNCB. En 1990, la section transfrontalière de Lanaken à Maastricht ferme à tous trafics. Des trains de marchandises venant de Hasselt continuent de desservir Lanaken jusqu'en 1992. Depuis 2015, la section de Munsterbilzen à Eigenbilzen est utilisée par un vélorail touristique.
Plusieurs industriels de Lanaken souhaitaient un retour des trains de marchandises afin de desservir le port et sa zone industrielle. Les travaux entamés en 2007 se concluent par une inauguration en 2011 d'un tronçon Maastricht - Eigenbilzen entièrement remis à neuf. Le trafic est néanmoins très réduit et compliqué par le statut international de cette ligne, bien qu'elle ne soit plus reliée au reste du réseau belge ! Infrabel, gestionnaire de la courte section sur le territoire belge, suspend le trafic en 2016.
Le plan Spartacus prévoyait de relier Maastricht à Hasselt par un tramway léger empruntant le viaduc sur le Canal Albert.

## Patrimoine ferroviaire
Les bâtiments de gare entre Hasselt et Maastricht ont été démolis après leur désaffectation. Celui de la grande gare frontalière de Lanaken, amputé d'un étage, a continué à servir jusqu'à la fin du trafic en 1992. Ravagé par un incendie en 2006, il est démoli quatre ans après.
La ligne traverse la Meuse à Maastricht au moyen du viaduc ferroviaire de Maastricht (nl) comportant un pont tournant. Détruit en 1944, il est reconstruit à l'aide d'éléments provisoires et remplacé par le pont actuel en 1961.

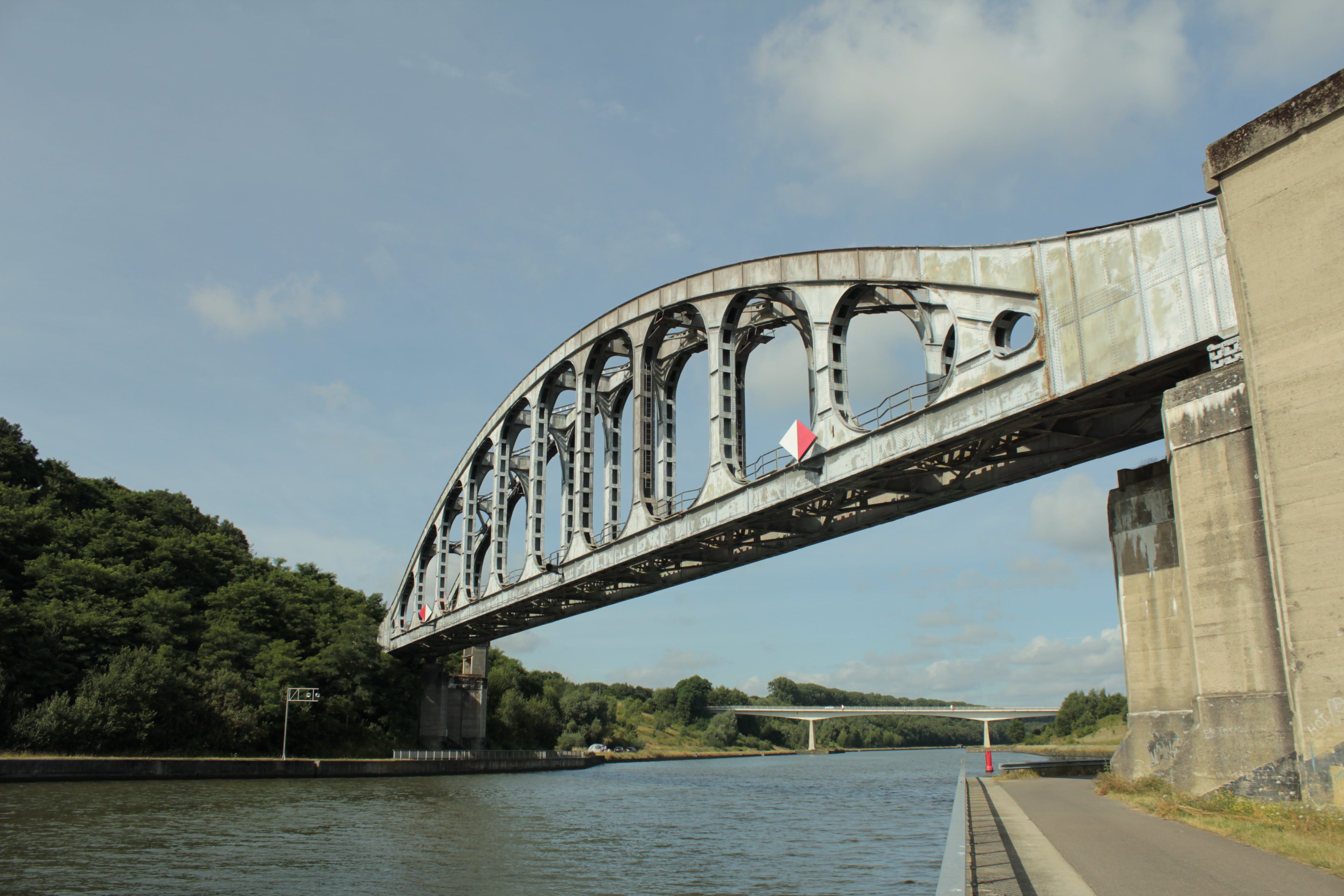
Pont Vierendeel de Gellik.

Le pont ferroviaire de Gellik (nl) est un grand pont Vierendeel arqué datant des années 1930 franchissant le canal Albert. Abandonné depuis 1992, il est conservé in situ, avec la possibilité d'être utilisé en cas de reprise du trafic. Un petit pont mobile existe aussi sur le canal Briegden-Neerharen, également ouvert à la navigation dans les années 1930. Entre Beverst et Musterbilzen, un ponceau enjambe le cours supérieur de la Demer.
La bifurcation de Beverst a été réaménagée au début du XXe siècle avec la construction de la ligne directe vers Genk, qui enjambe la ligne 20 par pont en béton, situé non loin d'un pont routier à arche de béton, qui supprimait un passage à niveau sur la ligne 20. Ce dernier a donné son nom à la hoogbrugstraat (rue du haut pont). On note également la présence de deux importants ponts routiers biais à tablier métallique au-dessus de la tranchée ferroviaire à Eigenbilzen ; datant de 1925, ils remplaçaient des ouvrages en poutres de bois.